# Första svenska Antarktisexpeditionen

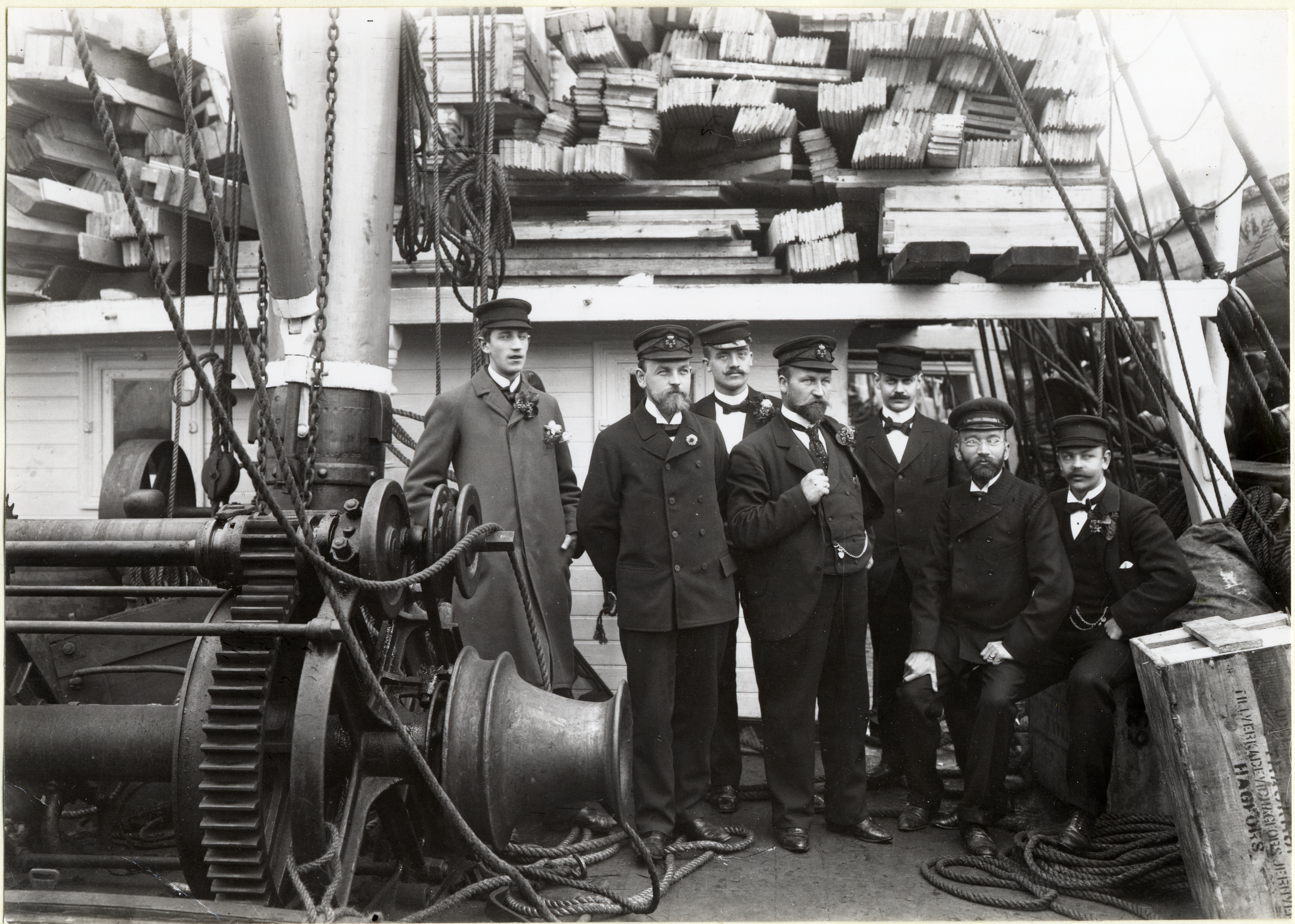
Medlemmar i Första svenska Antarktisexpeditionen ombord på Antarctic i oktober 1901, från vänster Carl Skottsberg, Otto Nordenskjöld, Karl Andersson, Carl Anton Larsen, Erik Ekelöf, Axel Ohlin och Gösta Bodman.

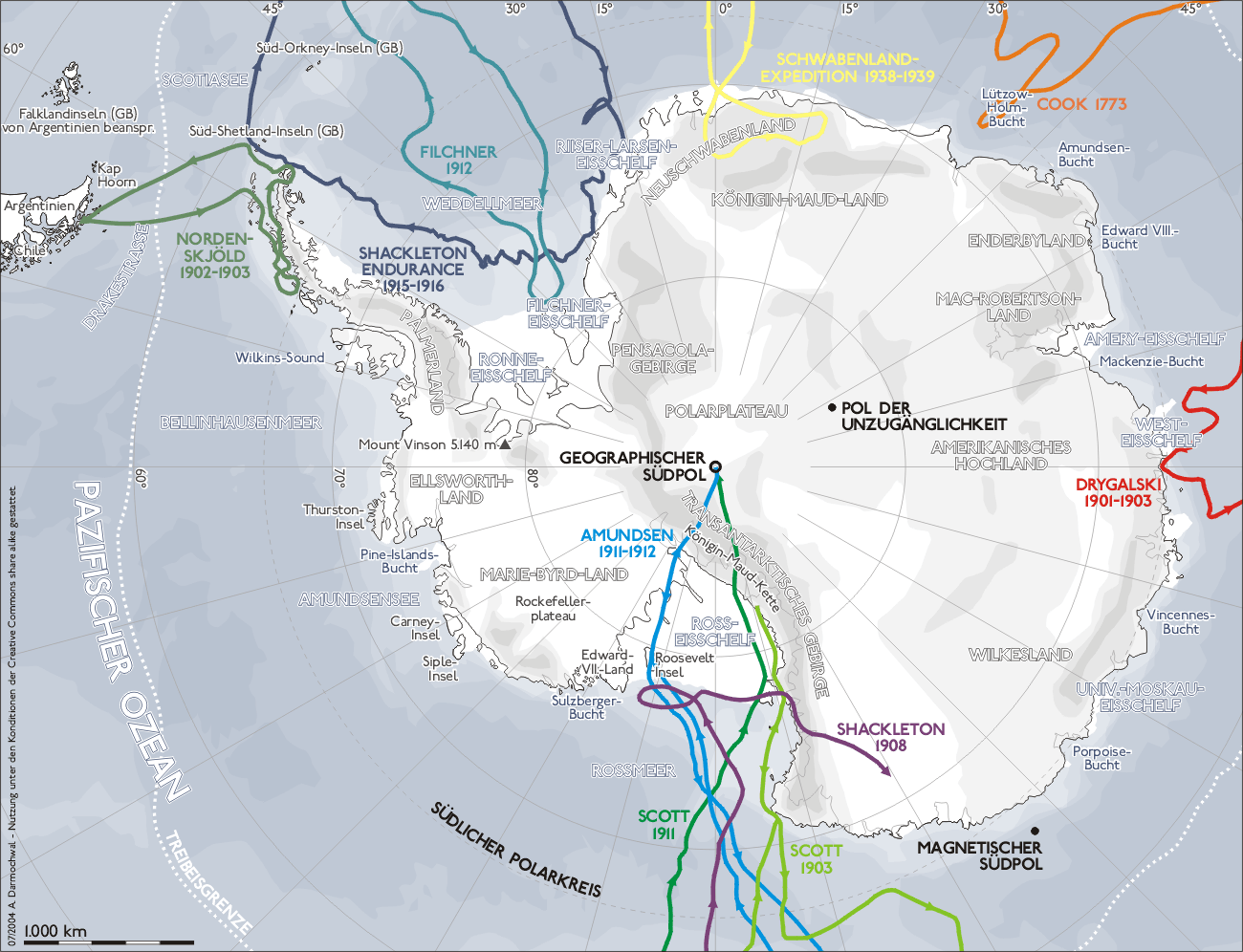
Karta över expeditionens rutt, i grönt uppe till vänster.

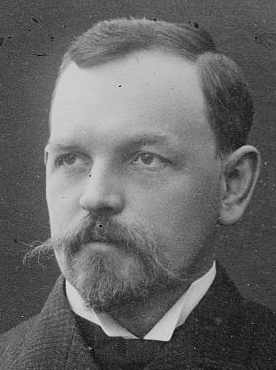
Otto Nordenskjöld.

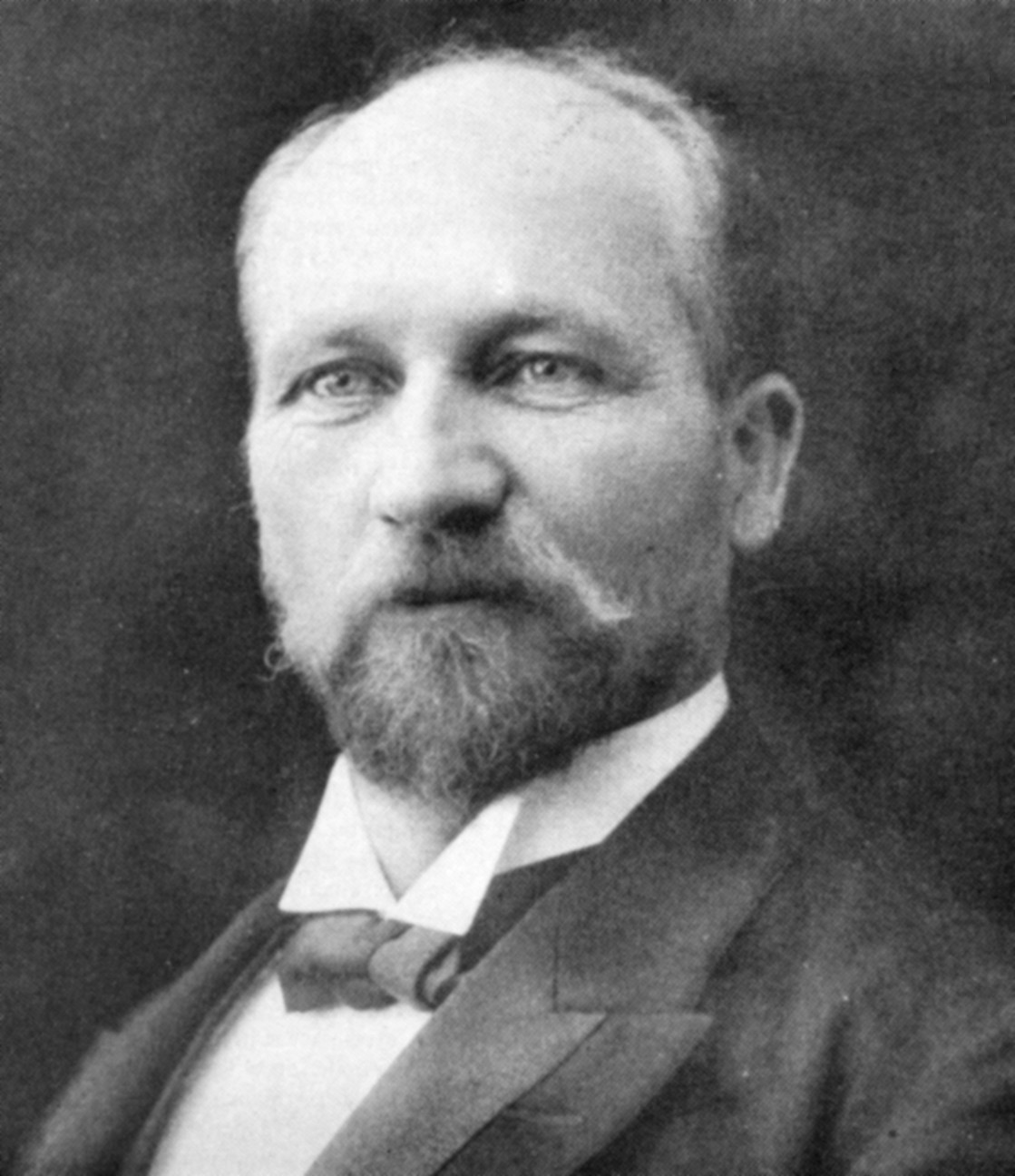
Carl Anton Larsen.

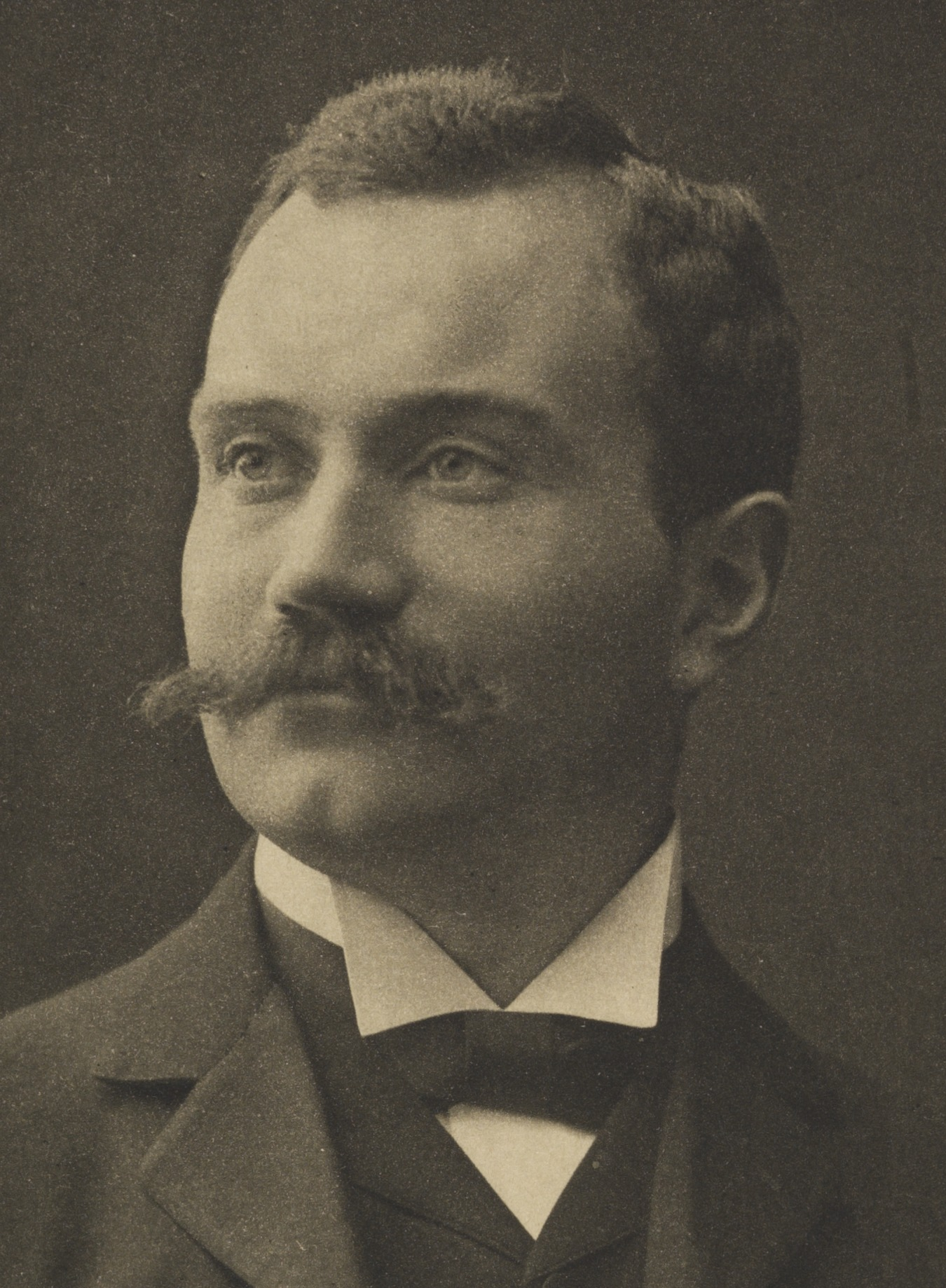
Johan Gunnar Andersson.

Första svenska Antarktisexpeditionen syftar på den svenska expeditionen till Antarktis, under ledning av Otto Nordenskjöld, mellan 1901 och 1904. Det var en av de första vetenskapliga expeditionerna till Antarktis, en i början på 1900-talet i stort helt outforskad kontinent. Kantad av strapatsrika äventyr och problem avslutades den dock lyckligt och med stor vetenskaplig framgång.

## Planeringen

### Bakgrund
I början på 1900-talet presenterades Sverige gärna som en modern nation med intresse för vetenskap och tekniska landvinningar. Adolf Erik Nordenskiölds upptäckt av Nordostpassagen och polarforskningen i Arktis hade bidragit till ett gott rykte utomlands. Redan 1889 hade Nordenskiöld även planer på en Antarktisexpedition och 1898 hade internationella forskare under den sjätte Geografiska kongressen i London avhandlat en rad frågor om den okända sydkontinenten. Hittills hade främst säl- och valfångare och militärer rört sig i området.

### Förberedelser
Nordenskjöld började sin planering av expeditionen med syfte att utforska den östra och norra delen av den Antarktiska halvön kring 1899. Han framlade sin plan för Sv. Sällskapet för Antropologi och Geografi i januari 1900. Efter en kritisk granskning avslog dock Kungliga svenska vetenskapsakademin ansökan om bidrag och expeditionen kom att bli helt privatfinansierad.
Nordenskjöld deltog under sommaren 1900 som geolog på en dansk expedition till Östra Grönland. Här fick han tillfälle att lära sig danskarnas välutvecklade polarteknik, bland annat att köra hundsläde. Han bekantade sig även med expeditionsfartyget Antarctic, ett gammalt tremastat sälfångstfartyg, som han senare köpte till den egna expeditionen.

### Expeditionens medlemmar
Carl Anton Larsen utsågs till expeditionens kapten. Larsen var en erfaren norsk sjöfarare som redan hade genomfört flera resor i området. Vidare ingick norske slädföraren Ole Jonassen och en norsk besättning om 15 man.
Vetenskapsmännen värvades bland de naturvetenskapliga fakulteterna vid Uppsala universitet och var:
- Johan Gunnar Andersson, arkeolog, paleontolog och geolog.
- Karl Andersson, zoolog.
- Gösta Bodman, kemist, mineralog och meteorolog, ansvarade för de meteorologiska och magnetiska observationerna.
- Samuel A. Duse, kartograf.
- Erik Ekelöf, läkare och bakteriolog.
- Axel Ohlin, zoolog.
- Carl Skottsberg, botaniker.
- José Maria Sobral, en argentinsk sjöofficer och vetenskapsman anslöt till expeditionen i Buenos Aires efter att Argentina bidragit med förnödenheter och proviant. Sobral skulle utföra en rad vetenskapliga studier[2] och blev den förste argentinaren att sätta sin fot på Antarktis.
- Frank Wilbert Stokes, amerikansk tecknare anslöt också i Buenos Aires. Stokes, som hade erfarenhet från kalla trakter, målade 4 oljetavlor och en rad teckningar under resan.[4] Han lämnade expeditionen 28 februari 1902 då Antarctic nådde Falklandsöarna.[5]

## Expeditionen

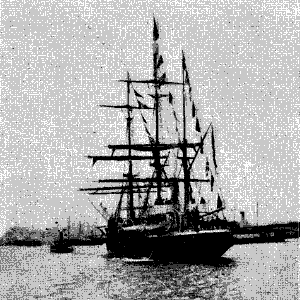
Antarctic lämnar Göteborg 1901.

Planen var ursprungligen att ett forskarteam under ledning av Nordenskjöld skulle utforska området kring Antarktiska halvön och hitta en lämplig plats för att övervintra samtidigt som Larsen och övriga forskare skulle utforska Weddellhavet. Därefter skulle Antarctic hämta upp Nordenskiöld för att sedan återvända till Sverige våren 1903. I lasten fanns även virke till en lägerstuga där forskarna skulle vistas under vinterperioden.

### 1901
Den 16 oktober lämnade Antarctic Göteborgs hamn (samma år startade även flera europeiska expeditioner, bland annat Robert Falcon Scott med sin Discoveryexpedition). Expeditionen nådde Buenos Aires den 15 december där man bunkrade förnödenheter. Här förstärktes expeditionen med Sobral och Stokes. Den 21 december fortsatte resan söderut och man nådde Port Stanley på Falklandsöarna på nyårsafton.

### 1902

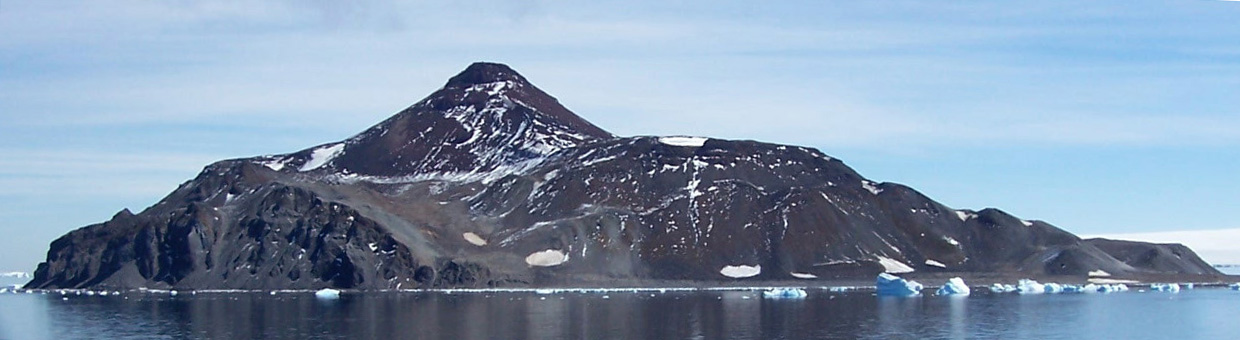
Paulet Island.

Fartyget fortsatte och nådde Sydshetlandsöarna den 11 januari och man utforskade några av öarna innan resan fortsatte söderut genom Antarctic Sound (döpt efter fartyget). Den 15 januari upptäckte man Hope Bay och fortsatte mot Pauletön. Härifrån fortsatte man sedan mot Seymourön (som Larsen redan hade besökt 1892) där man slog läger. Nordenskjöld fortsatte sedan söderut längs den okända kusten och kom så långt söderut som 60° 10' S och 45° 7' V innan man åter vände norrut den 1 februari. Den 9 februari såg man åter land och valde nu Snow Hillön lite söder om Seymourön till vinterläger. Nordenskjöld landsteg med fem andra och man förde iland utrustning, förnödenheter och slädhundar. Antarctic fortsatte därefter att utforska öar kring Sydgeorgien. Här valde Larsen ut platsen för en framtida valfångststation och platsen döptes till Grytviken av Andersson (i sin bok Antarctic noterar han dock att det skulle varit ett namn given av hela gruppen: "Vi gåvo åt denna lilla idealiskt trygga hamn namnet Grytviken"). Slutligen nådde man Falklandsöarna.

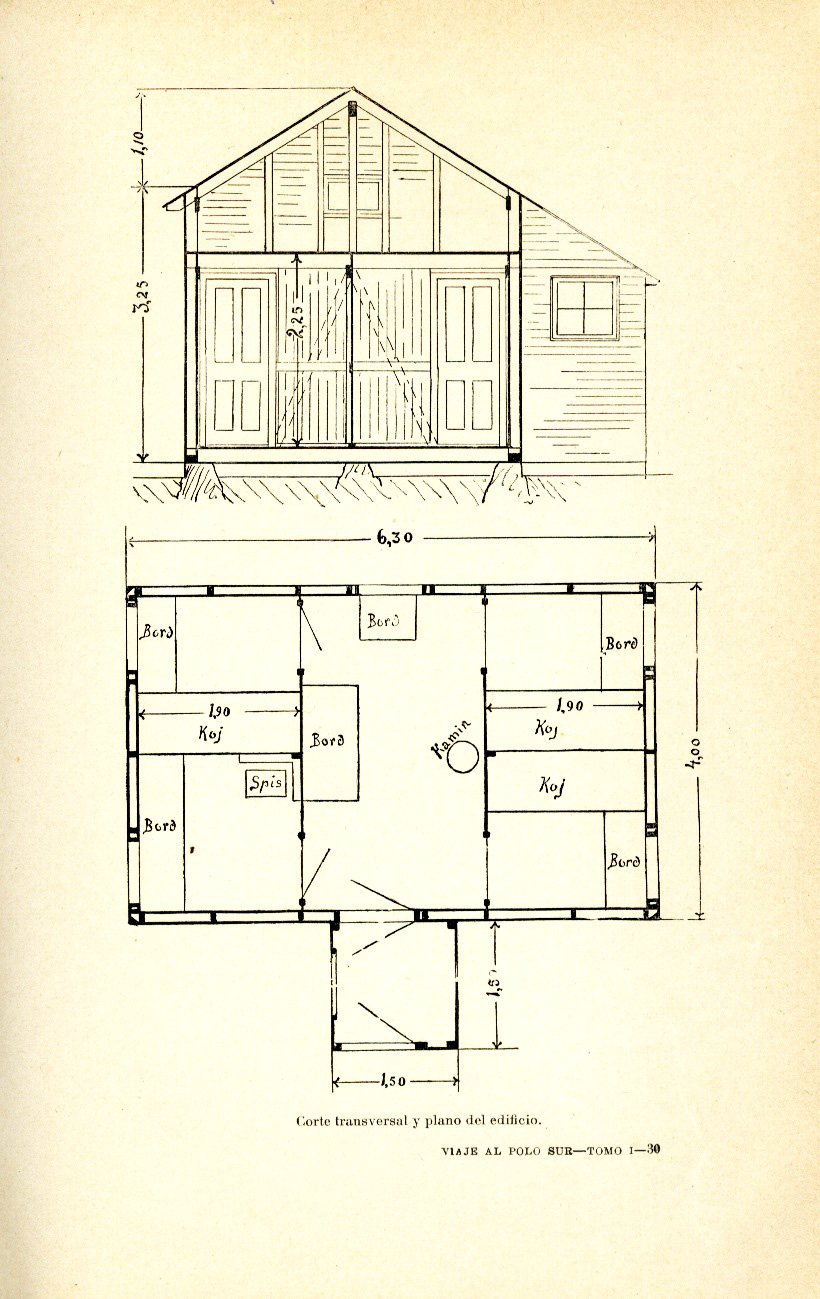
Ritningen över lägerstugan.

Det tog Nordenskiölds grupp drygt två veckor att bygga lägerstugan och ett litet skjul för magnetobservationer. Vädret förbättrades i mars och man gjorde nu flera förrådsdepåer inför kommande turer längs kusten under sommarperioden. Utfärderna avslutades den 31 oktober och Antarctic väntades i början på januari.
Dagböckerna berättar om vardagsrutiner, hemlängtan och tristess. Det dåliga vädret till trots kunde man dock utföra en del turer där man samlade in djur- och växtfossiler och utförde geologiska studier. Dessa studier kom senare delvis ligga till grund för teorierna om kontinentalförskjutningen.
Bodman var genom sina uppgifter bunden till stationen och först i november fick han tillfälle att se sig om på sydlandet. Tillsammans med Ekelöf och slädföraren Ole Jonassen gjorde de vad som Bodman senare i tidningen Juldagar kallade "En Picnic i Antarctis": "Vår första dag afslutades med chateaubriand på kejsarpingvin jämte en kopp kaffe. Efter kvällsvarden in i våra sovsäckar med rockarne ihoprullade till huvudkuddar. Så togos piporna fram till en liten aftonrök och kommo vi öfverens om att icke allt för länge ligga och gona oss morgonen därpå.".
Efter att ha övervintrat på Falklandsöarna lämnade Antarctic hamnen den 5 november och begav sig mot Ushuaia för att bunkra förnödenheter. Här lämnade man också meddelanden till såväl argentinska som svenska myndigheter om planerade rutter och lägerplatser. Sedan kartlade man först Orléanssundet och Gerlachesundet innan man fortsatte till Antarctic Sound nära Nordenskjölds läger. Man fastnade i ismassor och beslöt den 29 december att landsätta Andersson, Duse och besättningsmannen Toralf Grunden vid Hope Bay. Efter att dessa hade byggd en förrådsdepå begav de sig mot Snow Hill Island.

### 1903

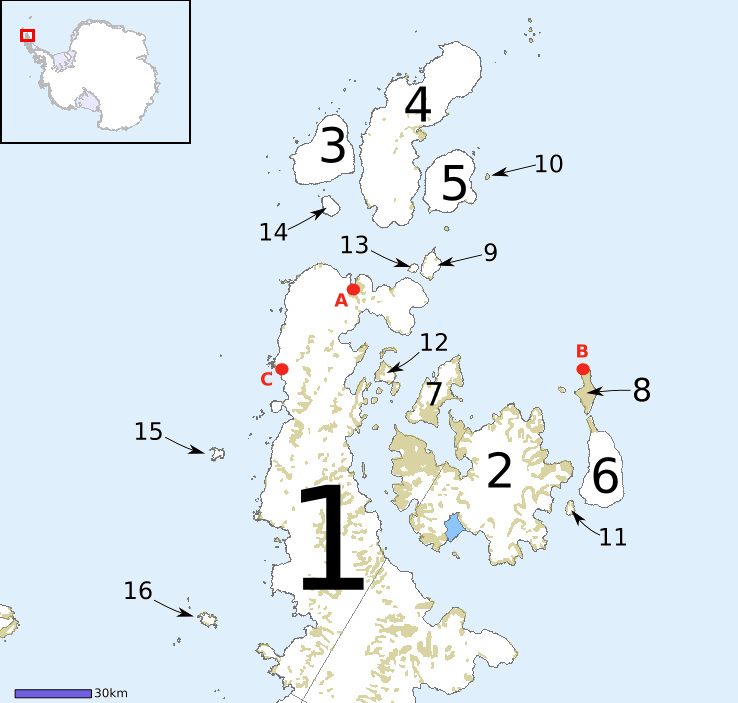
1 Antarktiska halvön, 6 Snow Hillön, 7 Vegaön, 8 Seymourön, 10 Pauletön, A Hope Bay.

Antarctic kom sedermera loss och fortsatte mot Pauletön där fartyget fastnade igen den 9 januari. Fartyget kom loss ytterligare en gång den 3 februari men hade nu sprungit läck så Larsen försökte strandsätta fartyget på Pauletön. På väg dit sjönk fartyget den 12 februari cirka 40 km från målet. Man hade dock lyckats rädda en del utrustning och förnödenheter. Till fots fortsatte man den mödosamma vägen till ön som man nådde först den 28 februari och började bygga en lägerstuga.
När tiden för Antarctics planerade återkomst närmade sig skrev Nordenskjöld den 14 januari i sin dagbok att det gått: "11 månader från den dag vi kommo hit. Ja, icke trodde jag då att det skulle bli så länge, och måtte nu ej följa 11 månader till, och kanske ytterligare 11, och framför allt måtte vi blott alla en gång komma härifrån". Havet kring frös till is efter en storm den 18 februari och man insåg nu att man skulle tillbringa ytterligare en vinterperiod i lägret.
Under tiden fortsatte Andersson, Duse och Grunden mot Snow Hillön men hade svårt att orientera sig och avbröt försöket efter några veckor och började den 11 februari att bygga en lägerstuga vid Hope Bay med den lilla utrustningen de hade. Bygget stod klart den 11 mars lagom till vinterperioden. Expeditionen livnärde sig på pingviner, fågelägg och säl. Den 7 juni avled besättningsmannen Ole Christian Wennersgaard på Pauletön.
På våren var sundet till Vegaön fortfarande fruset och männen begav sig den 29 september åter mot Snow Hillön. De nådde Vegaön den 9 oktober. Den 12 oktober råkade de stöta på Nordenskjöld som också var på väg mot Vegaön under en tur. Gruppen från Hope Bay var så ovårdade att Nordenskjöld först inte kände igen dem.
Samtidigt skickade Larsen den 31 oktober en grupp till Hope Bay för att hämta männen där. När de kom fram den 4 november fann man lägret tomt förutom meddelandet att männen hade gått mot Snow Hillön. Nordenskjölds grupp vände nu mot Seymourön dit även Larsen nu var på väg.
I slutet på oktober beslutade den argentinska marinen att skicka ett sökfartyg då man inte hört ifrån expeditionen eller Sobral på länge. Korvetten Uruguay med kapten Julian Irizar anlände den 7 november till Seymourön, och man landsatte en sökpatrull under befäl av löjtnant Yalour som hittade Bodman och besättningsmannen Åkerlund i deras tält och därefter även Nordenskiölds grupp. Den 9 november lämnade Uruguay Snow Hillön och träffade sedan även på Larsens grupp som är på väg mot ön. Den 10 november lämnade sökexpeditionen området. Expeditionen anlände den 2 december åter till Buenos Aires. Den 10 december började hemresan på fartyget Tijuca via Hamburg och expeditionen anlände slutligen till Stockholm den 10 januari 1904.
Även i Sverige planerades i april en sökaktion under kapten Olof Gyldén men denna nådde fram först långt efter Argentinas insats.

## Resultat
Expeditionen hade förlorat besättningsmannen Wennersgaard och fartyget men lyckats utföra en lång rad undersökningar och upptäckte ett stort antal nya platser och kan betraktas som en av de största framgångarna inom svensk polarforskning. De geologiska studierna lade grunden för kontinentaldriftsteorin.
Kartläggningar och upptäckter i Antarktis: Admiralty Sound, Antarctic Sound (döpt efter fartyget), Cape Disappointment, Cape Longing, D'Urville Island, Gerlache Sound, Herbert Sound, Hope Bay, James Ross Island, Jason Peninsula, King Edward Cove, Larsen Channel, Lockyer Island, Nordenskjold Coast, Nordenskjold Glacier, Ohlin Island (döpt efter deltagare), Orléans Sound, Prince Gustav Channel, Sheppard Point, Spert Island, Snow Hillön, Seymourön, Trinity Island och Ula Point.
Kartläggningar och upptäckter i Sydgeorgien: Antarctic Bay, Andersson Island (döpt efter deltagare), Cumberland East Bay, Cumberland West Bay, Dartmouth Point, De Geer Glacier (senare Harker Glacier), Discovery Point, Geikie Glacier, Harpon Bay, Jason Harbor, King Edward Point, Lyell Glacier, Maiviken, Moraine Fjord, Neumayer Glacier, Susa Point, Tabarin Peninsula och Zenker Ridge.
Det skulle dröja ändå till 1949 innan Sverige i den Norsk-brittisk-svenska Antarktisexpeditionen genomförde en ny expedition i dessa trakter.

## På frimärken
Sydpolarexpeditionen finns avbildade på svenska frimärken som utkom 2002-01-24.